# Benedetto Croce
Benedetto Croce (25. februar 1866 i Pescasseroli (en) - 20. november 1952 i Napoli) var en italiensk filosof, politiker og litteraturkritiker, der spillede en betydelig rolle i det intellektuelle liv i Italien i det 20. århundrede. Han var en ledende figur inden for italiensk idealisme og er kendt for sit arbejde inden for filosofi, historie, æstetik og politik.
Croce var en fremtrædende repræsentant for den italienske idealisme, der betonede åndens centralitet og betydningen af menneskets frihed. Han var imod positivismen og empirismen og mente, at virkeligheden er åndelig og historisk.  Croce bidrog betydeligt til historiefilosofien og mente, at historien var en åndelig proces, der blev formet af menneskers handlinger og idéer.
Benedetto Croces tanker og bidrag har haft en vedvarende indflydelse, og hans værker studeres og diskuteres fortsat i filosofiske kredse. Han var en kompleks intellektuel figur med brede interesser og et markant aftryk på italiensk filosofi og kultur.